# Rugongwe
Rugongwe ist ein Bezirk (Ward) des Distriktes Kibondo in der tansanischen Region Kigoma.

## Geografie
Rugongwe hat eine Fläche von 290,7 Quadratkilometern und liegt im Nordwesten von Tansania, nordwestlich der Nationalstraße B8 und nur 10 Kilometer von der Grenze zu Burundi entfernt. Bei der Volkszählung 2022 wurden 34.429 Einwohner gezählt.

## Gliederung
Der Gemeinde besteht aus 5 Dörfern (Mtaa) mit 48 Orten (Kitongoji):
| Kichananga - Maendeleo - Mlimani - Nyakichacha - Mrema - Kumekucha - Nyerenda - Mkogabo - Mnazi mmoja - Nyashimba | Magarama - Nyamiheno - Iogoza - Msamahe - Nyabwai - Mahaha - Kisanda - Kahobe - Sozafyisi - Mnyankoni - Rubumba | Kigaga - Kigaga A - Kigaga B - Ruzunzangoma - Kinani - Nyeseke - Mpome - Kayogolo - Sakunyange - Maga | Kigina - Kigina - Rubumba - Kishindwi - Bambaziba - Mshenyi - Rusunwe - Ingele - Malimbi - Mlinyi - Karole | Kisogwe - Nyamilembi A - Nyamilembi B - Nyamilembi C - Nyesato - Rubura - Nyabwa A - Nyabwa B - Kumnazi - Kumwelulo A - Kumwelulo B |